# Klement Slavický
Klement Slavický (22. září 1910 Tovačov – 4. září 1999 Praha) byl český hudební skladatel.

## Životopis
Klement Slavický pocházel z muzikantské rodiny z Tovačova. Otec, Janáčkův žák, byl varhaníkem, sbormistrem a houslařem. Když doma hrával Beethovenovy sonáty, krčil se maličký Klement pod pianem a bez dechu jim naslouchal. Sám od sedmi let hrával na housle na kůru.
K. B. Jirák na pražské konzervatoři jej vyzbrojil základními kompozičními znalostmi, jeho absolventskou Fantazii pro klavír a orchestr mu sám provedl s Českou filharmonií, což znamenalo velkou poctu. Ve studiu pokračoval Slavický na mistrovské škole u Josefa Suka, u něhož si vytříbřil smysl pro instrumentální barvy a architektonickou výstavbu díla. Životními skladbami jsou i jeho práce vznikající pod Sukovým dohledem, I. symfonietta a I. smyčcový kvartet. Ve 30. letech, kdy skladatel pracoval v rozhlase jako hudební režisér, na něj mocně působila hudba Stravinského, Bartóka, Prokofjeva, Janáčka a Ostrčila.
V čase ohrožení národa se Slavický přimkl k folklóru rodného kraje. Svůj vztah k moravské písni a hře hudců charakterizoval jako „okouzlení a inspiraci“. V tomto opojení zkomponoval písňové cykly Zpěv rodné země a Ej, srdénko moje, V reakci na krutý útisk vytvořil náročný mužský dvojsbor Lidice na Halasovy verše, ovšem na jeho provedení musel patnáct let čekat. Na konci své „folklórní éry“ se dopracoval k rozměrným symfonickým formám: Moravským tanečním fantaziím a Rapsodickým variacím. V nich neidealizoval lidové předlohy, jen v jejich duchu tvořil vlastní hudbu.
Kompoziční přerod se u Slavického odehrál na počátku 50. let příklonem k instrumentální tvorbě vytříbeného slohu a techniky. Tehdy i na něho dolehla tíha oficiální kultury, která každé vybočení od socialistického realismu považovala za nežádoucí formalismus. Slavický se však nenechal sevřít do kazajky dobových představ o realistické hudbě a tvořil po svém i za cenu ztráty přízně představitelů státní moci.
Jeho hudba je citově angažovaná, rozechvělá i v nejtišším lyrickém zpěvu. Patří k nejcennějšímu odkazu české hudby druhé poloviny dvacátého století.
Zemřel roku 1999 v Praze. Byl pohřben na Vinohradském hřbitově.

### Ocenění
Klement Slavický roku 1985 dostal za své rozsáhlé dílo, zejména za 4. symfoniettu „Pax hominibus in orbi universo“ zlatou medaili OSN. Skladbu předznamenanou mottem Alberta Schweitzera vytvořil v roce 1984 a věnoval ji 40. výročí založení OSN. V premiéře dílo zaznělo na koncertě Pražského jara 1986.

## Nejznámější díla
- Klavírní sonáta "Zamyšlení nad životem"
- I. symfonieta
- I. smyčcový kvartet
- Šohajé a Madrigaly
- Lidice
- Eseje a etudy
- Moravské taneční fantazie
- Rapsodické variace
- Suita pro klavír
- Píseň domova
- Furiant
- Partita pro sólové housle
- Rapsodie pro sólovou violu
- Intermezzi mattutini
- Fresky a Invokace
- Suita
- Trialog
- Musica monologica
- Tři studie
- Capriccia a musica
- Pax hominibus in universo orbi
- Psalmi
- Cesta ke světlu
- Sonáta přátelství